# Municipio di Vianden
Il Municipio di Vianden (in francese hôtel de ville de Vianden) è un edificio storico, sede municipale della città di Vianden in Lussemburgo.

## Storia
L'edificio, menzionato a partire dal 1469 era in origine l'antico palazzo amministrativo della contea di Vianden. Fu in seguito proprietà delle nobili famiglie Ziewer e Veyder, diventando municipio del comune di Vianden nel 1950. L'aspetto attuale dell'edificio risale soprattutto al XVII e XVIII secolo.
È classificato come patrimonio culturale nazionale dal 6 settembre 2018.

## Descrizione
L'edificio presenta una pianta a "L" ed è caratterizzato dalla presenza di una torre nell'angolo concavo tra le sue due ali.

## Galleria d'immagini

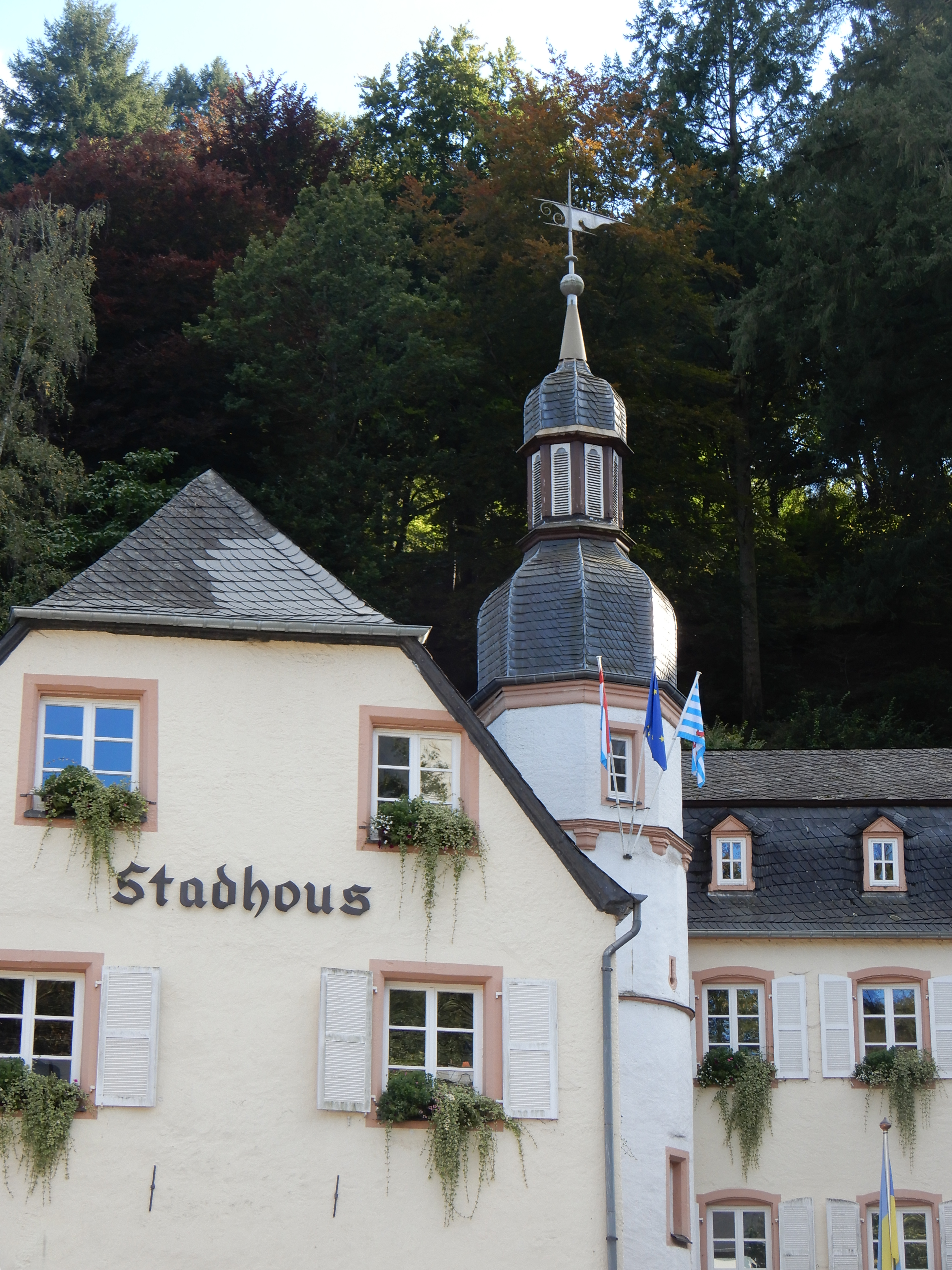
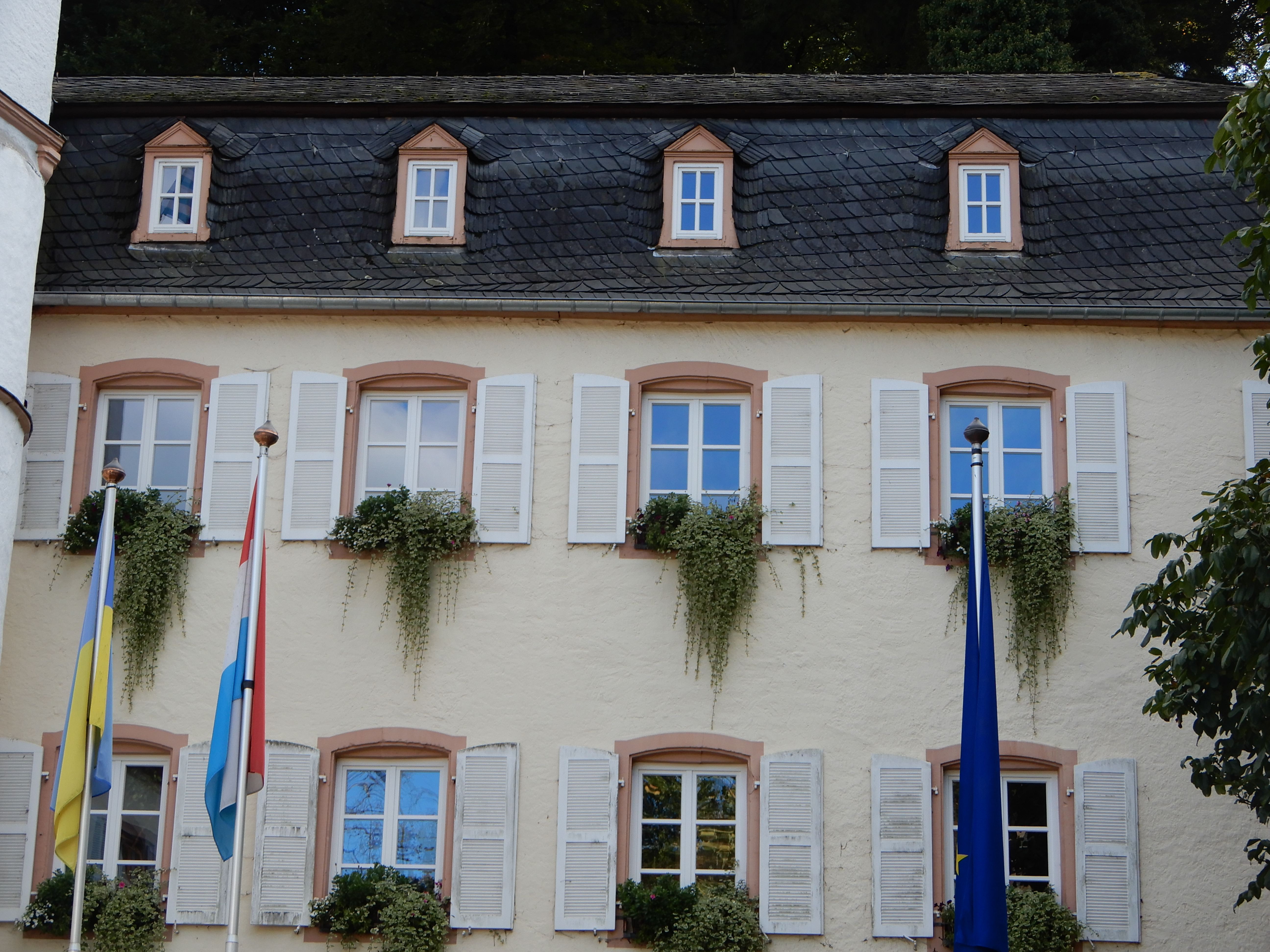
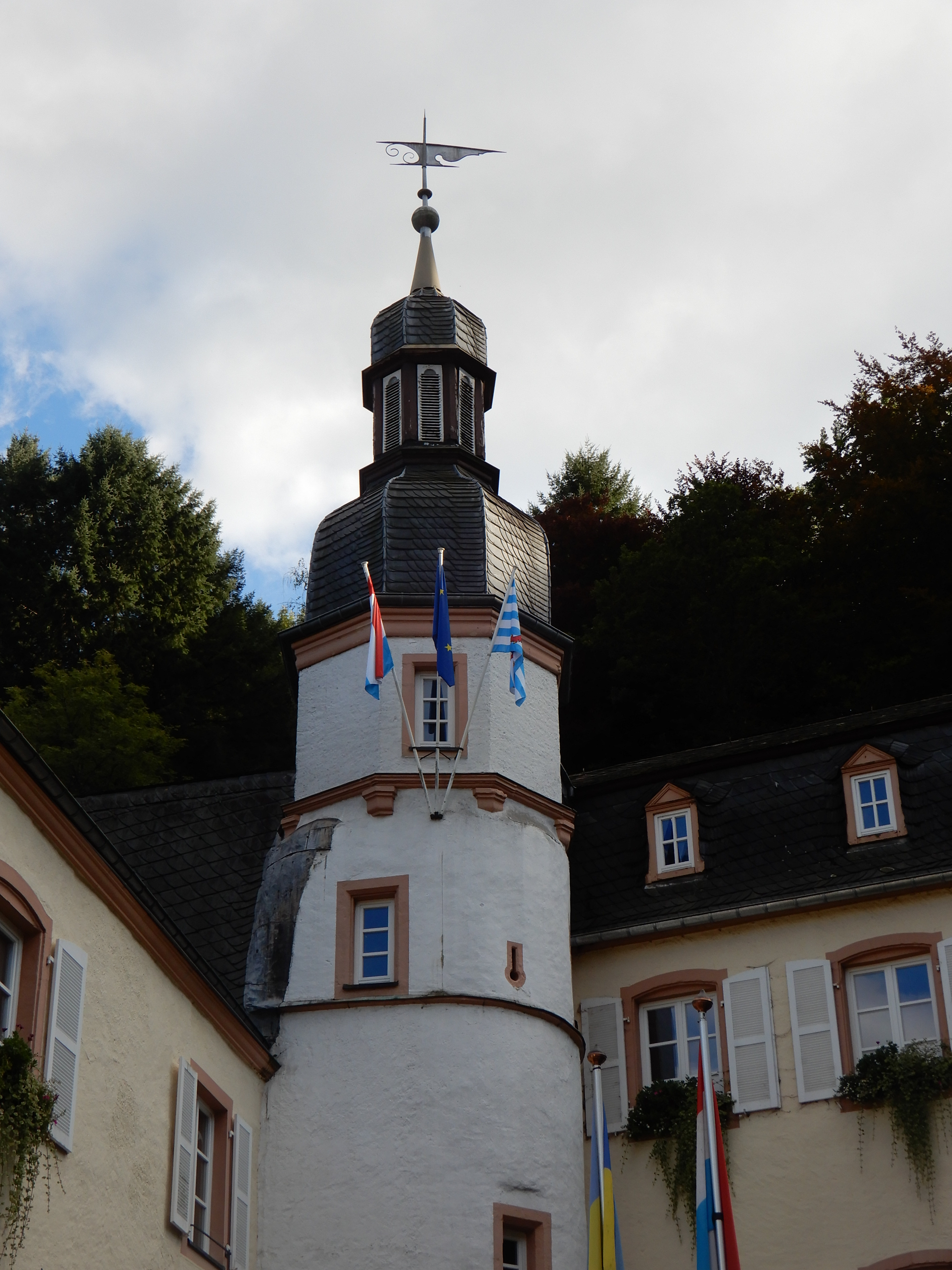